# Marder I
Marder I (SdKfz 135) byl německý lehký stíhač tanků produkovaný v roce 1942. Šlo o improvizovanou konstrukci založenou na podvozcích ukořistěné techniky, zpočátku na podvozku francouzského pásového tahače Tracteur Blinde 37L (Lorraine), později na podvozcích francouzských tanků Hotchkiss 38 H a FCM-36. Na podvozek byla přidána nástavba a hlavní zbraň: kanon 7,5cm Pak 40. Bojový prostor byl shora a zezadu otevřený (při nepříznivém počasí se zakrýval plachtou), boky kryly plechové stěny se slabým pancířem, čelo kryl posílený pohyblivý štít děla. Celé jméno takto zkonstruovaného stroje znělo 7,5cm PaK 40/1 auf Panzerjäger Lr.S., známější je ovšem pod jménem Marder I, které mu bylo oficiálně přiděleno v roce 1944. Celkem bylo vyrobeno 184 (resp. 185), z nichž většina zůstala v Evropě a v roce 1944 se v počtu 130 kusů zúčastnila boje proti spojeneckým jednotkám. Konce války se dožila jen malá část z nich.
Krom tohoto stíhače tanků bylo na podobném principu vybudováno několik samohybných houfnic (SdKfz 135/1)

## Bojové nasazení

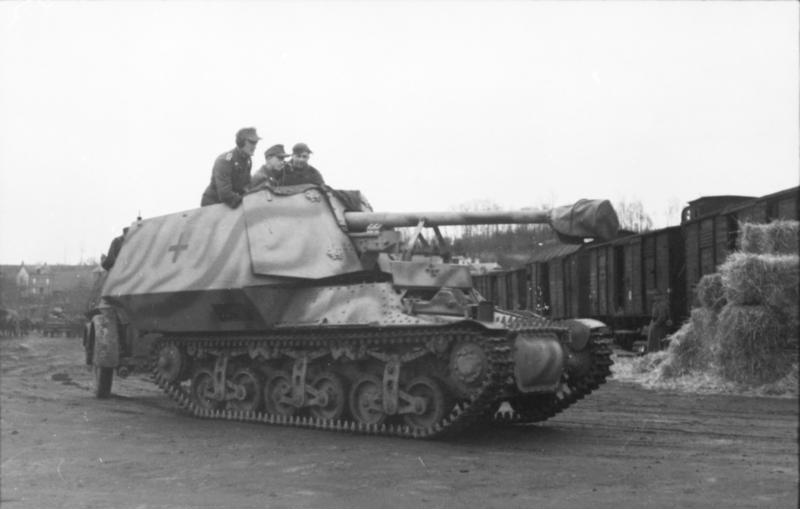
Marder I na západní frontě

Největší nevýhodou této improvizované konstrukce byla poměrně vysoká silueta a slabá pasivní ochrana. Oproti těmto nedostatkům byly Mardery v boji proti tankům účinné díky výbornému kanónu PaK 40 a dobré průchodnosti terénem. I když stíhače Marder vznikly jako reakce na množství sovětské obrněné techniky, nakonec sloužily ve větším množství na západní frontě. V druhé polovině roku 1942 byly postupně nasazovány k jednotkám stíhačů tanků pěchotních divizí. Původně měly Mardery sloužit jako dočasné řešení, dokud nepřijdou do produkce dokonalejší stroje, ale jak to u „dočasných“ řešení častokrát bývá, Mardery nakonec sloužily až do kapitulace Německa v květnu 1945.